# Entradilla
La entradilla, entrada, arranque, encabezamiento, copete, lead o lid (transliteración del inglés lead) es el párrafo inicial de un artículo periodístico, que se separa y se distingue del resto del trabajo para describir de manera breve y objetiva un hecho; y es, en sí mismo, un texto informativo. El objetivo de la entradilla es complementar al título y mantener el interés del lector introduciendo nueva información general. Dicha información se encuentra desarrollada en el cuerpo de la noticia, por lo que actúa como un resumen. En la escritura de la entradilla se utiliza el esquema de la pirámide invertida, es decir, comenzar por los hechos más importantes para acabar con los más secundarios o menos importantes en el desarrollo de la noticia.

## Orígenes
La entradilla y la pirámide invertida tienen su origen en la Guerra de Secesión americana. Cuando finalizaba una batalla, los corresponsales de guerra mandaban la información mediante un telégrafo. La conexión de éste tendía a cortarse habitualmente, por lo que, se decidió colocar los hechos más relevantes nada más comenzar a escribir y tratar de hacerlo de la manera más breve posible en caso de que la conexión se cortara sin poder mandar toda la información.

## Enfoques y tipos
La entradilla se puede realizar desde varios enfoques:
- Descriptivo: Introduce la noticia describiendo a una persona, un hecho o un lugar. Muy utilizados en entrevistas.
- Anecdótico: Empieza contando una historia sobre una persona o un hecho.
- Narrativo: Se relatan los hechos para que al lector le de la sensación de que está viviendo la noticia.
- Con énfasis en una persona.
- De pregunta.
- De sorpresa: Tratan de sorprender utilizando el misterio o la ironía.[8]

La información, orden y estilo de redacción del copete admite muchas variaciones, que se pueden clasificar en distintos tipos:
- Copete del sumario.
- Copete descriptivo.
- Copete del contraste.
- Copete de la pregunta.
- Copete del escenario.
- Copete de la cita.
- Copete de acumulación.
- Copete de antecedentes y personalidad.

## Entradilla de prensa

### Entradilla informativa
En la información, el párrafo inicial busca condensar brevemente todos los datos esenciales de una noticia para que puedan ser comprendidos perfectamente. En él se presentan los datos más relevantes del acontecimiento del que se da la noticia. Su técnica de realización está vinculada a la «fórmula de las cinco W» (¿quién? ¿qué? ¿cuándo? ¿dónde? y ¿por qué?, del inglés who?, what?, where?, when? y why?), que permite alcanzar un alto grado de eficacia operativa en la elaboración de la entradilla. Se trata de un texto narrativo simplificado en las cinco preguntas que construyen un relato breve y esquemático.
Algunos autores también añaden una sexta interrogación a esta fórmula, ¿cómo? (how?), que puede dar más riqueza a la entradilla; sin embargo, no sustituye a ninguna de las anteriores, sirve para complementar la información.

### Entradilla literaria
La entradilla literaria se realiza a partir de los hechos. El autor se encarga de dar su valoración utilizando un lenguaje literario para captar la atención del lector. De esta manera, se pretende dar una perspectiva distinta del hecho respecto a cómo se percibe en otros medios de comunicación. Sin embargo, la falta de espacio puede impedir la utilización de esta estructura. Un ejemplo:
«Hace 15.000 millones de años, el universo registró una inmensa explosión. Y unos científicos de la Universidad de California en Berkeley han anunciado que ellos la acaban de oír». (The Independent, 25 de abril de 1992).

### La crónica
La crónica es un género que mezcla la interpretación con la información, donde lo objetivo y subjetivo se complementan y equilibran. Su estilo es llano. El cronista plasma su personalidad literaria e ingenio en el escrito. En la crónica se escribe una entradilla de captación de la atención del lector, se cuenta brevemente la acción de la que trata la crónica, para que luego, en el cuerpo de esta, se vuelva una y otra vez a la motivación de su elaboración.

### Entradilla de frase corta
La entradilla de frase corta es breve y sencilla. Su objetivo es introducir al lector directamente en los hechos. Esta estructura viene dada de la radio y la televisión, lo que la dota de una fácil y rápida comprensión. En esta estructura, el titular ya da información de un modo corto y preciso, por tanto, el periodista no repite la información que ya se ha mencionado al principio. Un ejemplo: 
«Siria llora la muerte de su presidente. Y el mundo la mira con preocupación: el personaje muerto era una de las personalidades políticas más importantes en Oriente Próximo» (El Día de Valladolid, 11 de junio de 2000).

### Entradilla de agenda
La entradilla de agenda aporta datos ya conocidos a la noticia. Su intención es informativa, no busca captar la atención del lector.
«El presidente del Gobierno, José María Aznar, llegó al mediodía de ayer a la urbanización Les Platgetes de Bellver, en Oropesa (Castellón), donde él y su familia pasarán, por sexto año consecutivo, las vacaciones estivales. Su esposa, Ana Botella, y los dos hijos menores, Ana y Alonso, le esperaban desde el martes». (El País, 4 de agosto de 1996).

### Entradilla en una entrevista pregunta-respuesta
En una entrevista pregunta-respuesta, la entradilla sitúa al lector utilizando varios detalles de la personalidad del entrevistado. También se explican las circunstancias que han llevado al personaje a ser entrevistado. A la hora de transcribir la noticia, el redactor deberá contarle al lector lo más detalladamente posible los datos psicológicos, físicos y ambientales del personaje para que el consumidor pueda adentrarse dentro de la situación y tenga la atención en la entrevista.

## Entradilla institucional
El sujeto en esta entradilla es un órgano institucional. Estas instituciones son las protagonistas de la noticia. La pueden realizar un jefe de prensa, el portavoz del órgano o uno de los miembros más importantes. Un ejemplo de entrada institucional es:
«El Consejo de Ministros aprobó ayer la creación de un juez especial que controle las actividades del Cesid (servicio de espionaje), para autorizar y controlar las intervenciones telefónicas y otras misiones que puedan chocar con derechos constitucionales».

## Entradilla en los medios digitales
Una entradilla en un medio digital no se escribe de la misma manera que una en prensa. No se traslada un lead de un periódico a una página web. En el periódico, el párrafo inicial aparece tipográficamente destacado y rodeado de otros elementos que complementan la información. En una web, se encuentra aislada, sin contexto y rodeada de otras entradillas igualmente aisladas. Por ello, se escribe un lead  para el medio electrónico. Aunque en web se  utilizan algunos recursos de prensa para elaborar informaciones, como es el caso de la pirámide invertida y la respuesta a las cinco W.
La información en un medio digital se divide en bloques, siendo la entradilla, uno de los primeros. Además, la información digital  puede ser multisecuencial y, a diferencia de la prensa escrita, no se conoce con exactitud donde se encuentran las imágenes, gráficos o títulos que acompañan la noticia. La entradilla ofrece un primer avance de lo que el usuario se va a encontrar en el medio digital y le ayuda a situarse dentro de él. En la redacción en medios digitales, el lead no sufre ninguna modificación respecto a los patrones periodísticos clásicos.

## Entradilla audiovisual
La entradilla audiovisual es la usada en televisión y radio. En el caso de la televisión se hace directamente a cámara. Las entradillas audiovisuales duran 15 segundos aproximadamente, aunque el tiempo varía en función del medio o del tiempo destinado a esa noticia.

### Entradilla de estudio
La entradilla de estudio la utilizan los presentadores en los telediarios para introducir y dar paso a las noticias utilizando el teleprónter, o en el caso de que falle este, leyéndolas de una copia en papel. Son breves, claras y están construidas sobre la base de una sola idea porque su función es la de atraer la atención del telespectador. Por ello, también se intentará que la información implique a la mayoría de los espectadores.  
Da continuidad al telediario y proporciona un ambiente uniforme al informativo. El presentador se encarga de adaptar este tipo de entradilla a su lenguaje. Además, si el tiempo lo permite, la ensaya antes de leerla en directo. Por el contrario, en radio, las entradillas son leídas cada vez por un presentador para lograr un mayor dinamismo, ya que en este medio no se cuenta con la ventaja de la imagen.

### Entradillain situ
La entradilla in situ la realiza el periodista que va a cubrir la noticia desde el mismo lugar de los hechos. Esta estructura suele estar mejor valorada que las de agencia porque suelen considerarse más creativas y, por lo tanto, atraen la atención del público más fácilmente. La idea de que el periodista haga la entradilla en el mismo lugar de los hechos otorga prestigio y credibilidad a la cadena al tratarse de sus periodistas. Con esto se consigue dejar el sello personal del medio en las noticias.
Los reporteros realizan un guion del lead y lo ensayan antes de decirlo a cámara, para evitar posibles errores. En el siglo XXI es habitual que el periodista haga una «salidilla», en vez de hacer una entradilla, es decir, cerrar la información con la firma del reportero (lugar de los hechos, cadena y nombre del redactor). La voz en off de la noticia y la voz de la entradilla las realiza la misma persona, para darle homogeneidad a la noticia.